# Rodrigo Díaz Saavedra
Rodrigo Ignacio Díaz Saavedra (n. Los Andes, Chile, 22 de junio de 1988) es un futbolista chileno. Juega de delantero y actualmente se encuentra sin club.

## Clubes
| Club              | País  | Año       |
| ----------------- | ----- | --------- |
| Trasandino        | Chile | 2008      |
| San Antonio Unido | Chile | 2009      |
| Santiago Morning  | Chile | 2010-2011 |
| Deportes Temuco   | Chile | 2011      |
| Trasandino        | Chile | 2012      |
| San Luis          | Chile | 2013-2014 |

## Títulos
| Título           | Club       | País  | Año    |
| ---------------- | ---------- | ----- | ------ |
| Tercera División | Trasandino | Chile | 2012   |
| Primera B        | San Luis   | Chile | 2013-A |